# René Lafarge
René Lafarge, né le 6 juin 1879 à Lagraulière (Corrèze) et mort le 7 février 1938 à Paris, est un homme politique français.

## Biographie
Docteur en droit, René Lafarge commence comme chargé de conférence en histoire des doctrines économiques à la faculté de Paris, avant de s'inscrire au barreau. Il est avocat à la cour d'appel de Paris et membre du Conseil de l'Ordre.
Il écrit également de nombreux articles dans La Presse.
Député de la Corrèze du 16 novembre 1919 au 31 mai 1928, il est inscrit au groupe de l'Action républicaine et sociale, puis au groupe de la Gauche républicaine démocratique. Vice-président du comité parlementaire français du Commerce, il est président du comité de rédaction de la Revue politique et parlementaire.

### Décoration
- Chevalier de la Légion d'honneur

### Sources
- « René Lafarge », dans le Dictionnaire des parlementaires français (1889-1940), sous la direction de Jean Jolly, PUF, 1960 [détail de l’édition]